# Diocesi di Ambanja
La diocesi di Ambanja (in latino Dioecesis Ambaniaënsis) è una sede della Chiesa cattolica in Madagascar suffraganea dell'arcidiocesi di Antsiranana. Nel 2023 contava 185.523 battezzati su  2.647.244 abitanti. È retta dal vescovo Donatien Francis Randriamalala, M.S.

## Territorio
La diocesi comprende la città di Ambanja, dove si trova la cattedrale di San Giuseppe.
Il territorio si estende su 34.083 km² ed è suddiviso in 20 parrocchie.

## Storia
La prefettura apostolica delle Isole di Mayotte, Nossi-bé e Comore fu eretta il 4 settembre 1848, ricavandone il territorio dalla prefettura apostolica del Madagascar (oggi arcidiocesi di Antananarivo). Inizialmente la prefettura fu affidata ai missionari della Compagnia di Gesù; dal marzo 1879 subentrarono gli Spiritani.
Dopo le dimissioni di Philippe Walter, la prefettura apostolica fu amministrata dai vicari apostolici del Madagascar settentrionale.
Il 2 febbraio 1932, in forza del breve Supremi apostolatus di papa Pio XI, la prefettura apostolica si ingrandì acquisendo parte della terraferma già appartenuta alla prefettura apostolica di Diego Suarez (oggi arcidiocesi di Antsiranana).
Il 14 giugno 1938, con il decreto Cum appellatio della Congregazione di Propaganda Fide, assunse il nome di prefettura apostolica di Ambanja.
L'8 marzo 1951 la prefettura apostolica fu elevata a vicariato apostolico con la bolla Ad potioris dignitatis di papa Pio XII.
Il 14 settembre 1955 il vicariato apostolico è stato elevato a diocesi con la bolla Dum tantis dello stesso papa Pio XII. Contestualmente la nuova diocesi fu resa suffraganea dell'arcidiocesi di Tananarive.
L'11 dicembre 1958 è entrata a far parte della provincia ecclesiastica dell'arcidiocesi di Antsiranana.
Il 5 giugno 1975 ha ceduto una porzione del suo territorio a vantaggio dell'erezione dell'amministrazione apostolica delle Isole Comore (oggi vicariato apostolico).

## Cronotassi dei vescovi
Si omettono i periodi di sede vacante non superiori ai 2 anni o non storicamente accertati.
- Marco Finaz, S.I. † (?)[3]
- Sperato Lacomme, S.I. † (? - prima dell'11 gennaio 1883)[3]
- Jean-René Guilmin, C.S.Sp. † (1886 - 7 dicembre 1891 deceduto)[4]
- Philippe Walter, C.S.Sp. † (22 maggio 1892 - 10 gennaio 1900 dimesso)[5]
  - Sede in amministrazione apostolica
- Callisto Lopinot, O.F.M.Cap. † (15 maggio 1932 - 1937 deceduto)
- Léon-Adolphe Messmer, O.F.M.Cap. † (12 novembre 1937 - 5 giugno 1975 ritirato)
- Ferdinand Botsy, O.F.M.Cap. † (8 luglio 1976 - 25 ottobre 1997 dimesso)
- Odon Marie Arsène Razanakolona (28 novembre 1998 - 7 dicembre 2005 nominato arcivescovo di Antananarivo)
- Rosario Saro Vella, S.D.B. (7 novembre 2007 - 8 luglio 2019 nominato vescovo di Moramanga)
  - Sede vacante (2019-2022)[6]
- Donatien Francis Randriamalala, M.S., dall'11 novembre 2022

## Statistiche
La diocesi nel 2023 su una popolazione di 2.647.244 persone contava 185.523 battezzati, corrispondenti al 7,0% del totale.
| anno | popolazione | popolazione | popolazione | presbiteri | presbiteri | presbiteri | presbiteri                | diaconi | religiosi | religiosi | parrocchie |
| anno | battezzati  | totale      | %           | numero     | secolari   | regolari   | battezzati per presbitero | diaconi | uomini    | donne     | parrocchie |
| ---- | ----------- | ----------- | ----------- | ---------- | ---------- | ---------- | ------------------------- | ------- | --------- | --------- | ---------- |
| 1950 | 9.138       | 365.592     | 2,5         | 23         |            | 23         | 397                       |         |           |           |            |
| 1959 | 14.148      | 405.688     | 3,5         | 32         | 1          | 31         | 442                       |         |           |           |            |
| 1970 | 21.152      | 562.369     | 3,8         | 40         | 2          | 38         | 528                       |         | 55        | 63        | 1          |
| 1980 | 26.094      | 469.000     | 5,6         | 31         | 5          | 26         | 841                       |         | 42        | 74        | 1          |
| 1990 | 38.024      | 582.000     | 6,5         | 25         | 4          | 21         | 1.520                     |         | 32        | 72        | 20         |
| 1997 | 60.157      | 673.000     | 8,9         | 50         | 27         | 23         | 1.203                     |         | 56        | 95        | 12         |
| 2000 | 65.000      | 790.000     | 8,2         | 50         | 31         | 19         | 1.300                     |         | 53        | 69        | 12         |
| 2001 | 67.815      | 825.000     | 8,2         | 52         | 29         | 23         | 1.304                     |         | 38        | 71        | 12         |
| 2002 | 74.596      | 907.500     | 8,2         | 54         | 29         | 25         | 1.381                     |         | 37        | 83        | 12         |
| 2003 | 82.056      | 998.250     | 8,2         | 60         | 36         | 24         | 1.367                     |         | 36        | 86        | 12         |
| 2004 | 90.262      | 1.098.075   | 8,2         | 56         | 34         | 22         | 1.611                     |         | 45        | 151       | 12         |
| 2006 | 109.217     | 1.241.000   | 8,8         | 50         | 31         | 19         | 2.184                     |         | 38        | 166       | 12         |
| 2012 | 142.112     | 1.471.000   | 9,7         | 77         | 34         | 43         | 1.845                     |         | 62        | 157       | 13         |
| 2015 | 150.100     | 1.990.000   | 7,5         | 62         | 29         | 33         | 2.420                     |         | 47        | 159       | 14         |
| 2018 | 153.160     | 2.330.000   | 6,6         | 60         | 26         | 34         | 2.552                     |         | 49        | 169       | 17         |
| 2020 | 166.950     | 2.437.750   | 6,8         | 79         | 33         | 46         | 2.113                     |         | 58        | 191       | 20         |
| 2022 | 181.091     | 2.587.014   | 7,0         | 80         | 31         | 49         | 2.263                     |         | 60        | 132       | 20         |
| 2023 | 185.523     | 2.647.244   | 7,0         | 84         | 31         | 53         | 2.208                     |         | 58        | 228       | 20         |